# Cozmești (Vaslui)
Pour les articles homonymes, voir Cozmești.
Cozmești est une commune roumaine située dans le județ de Vaslui.